# Cenizas al mar
Cenizas al mar es una película dramática argentina de 2022 dirigida por Diego Musiak. Narra la historia de un hombre que se instala en un hotel junto a su novia, pero allí se encontrará con que la dueña del lugar es su expareja. Está protagonizada por Fabián Vena, María Ucedo, Cumelén Sanz y Sonia Zavaleta. La película se estrenó el 22 de septiembre	de 2022 en las salas de cine de Argentina.

## Sinopsis
Cuenta la historia de Iván, un hombre que decide hospedarse junto a su novia en un hotel frente al mar para tirar los restos de su padre. Sin embargo, allí se producirá un encuentro inesperado con Sofía, la dueña del hotel y quien además fue un antiguo amor de Iván, con quien revivirá viejas pasiones cambiando para siempre el rumbo de sus planes.

## Reparto
- Fabián Vena como Iván
- María Ucedo como Sofía
- Cumelén Sanz como Mery
- Sonia Zavaleta como Cecilia
- Ana Alberti como Anita

## Recepción

### Comentarios de la crítica
En el sitio web Todas las críticas, la película tiene aprobación del 40% basado en 5 reseñas. Emiliano Basile de Escribiendo cine calificó al filme con un 4, resumiendo que «Cenizas al mar pretende ser una historia sobre el duelo y la redención pero, cuánto más profunda intenta ser, más banal se vuelve su argumento, diálogos y puesta en escena».
Por su parte, Matías Frega de Cine argentino hoy rescató que «el film cuenta con una hermosa fotografía a cargo Ricardo de Angelis, quien logra plasmar en imágenes toda la poética que el director tiene en su mente». En una reseña para Leer cine, Santiago García escribió que «la película no siempre sale airosa» debido a sus «diálogos muy trillados y gastados hace décadas».